# Estonian Open Air Museum
El Museo al Aire Libre de Estonia (en estonio: Eesti Vabaõhumuuseum) es una reconstrucción a tamaño real de un pueblo rural/pesquero del siglo XVIII-xix, que incluye una iglesia, una taberna, una escuela, varios molinos, una estación de bomberos, doce corrales y cobertizos para redes. Además, incluye una vivienda perteneciente a una granja colectiva soviética del siglo XX recientemente abierta a los visitantes, también conocida como Koljós, y una casa de madera moderna prefabricada del siglo XXI de 2019. El recinto abarca 72 hectáreas de terreno y, junto con los corrales, los antiguos edificios públicos están dispuestos de forma singular y en grupos, de manera que representan una visión general de la arquitectura vernácula estonia de los dos últimos siglos del norte, el sur y el oeste, además de las islas, de Estonia.
El museo está situado a 8 km al oeste del centro de Tallin, en Rocca al Mare.
Los planes para fundar el museo se discutieron por primera vez en 1913, cuando los literatos estonios, inspirados por los museos al aire libre escandinavos, quisieron establecer un museo de este tipo en Estonia. Finalmente se estableció en 1957 y se abrió a los visitantes en 1964.
La exposición más antigua del museo es la Capilla Sutlepa de la Iglesia de Noaswedish, de la que se tiene constancia desde 1670. La exposición más moderna es una casa de madera prefabricada de 2019 construida en el museo; y la exposición más reciente que se ha abierto a los visitantes en 2021 es el edificio de apartamentos Koljós de la década de 1960, traído desde el sur de Estonia desde una antigua granja colectiva.

## Historia
El Museo Nacional de Estonia, creado en 1909 en Tartu, asumió como tarea la creación de un museo al aire libre ya en 1913. Los intelectuales estonios tuvieron la idea tras visitar los museos al aire libre de Escandinavia y Finlandia (en Suecia se creó el museo al aire libre Skansen en 1891, en Noruega en 1897, en Dinamarca en 1901, en Finlandia se creó el museo al aire libre Seurasaari en 1909). La Primera Guerra Mundial impidió el desarrollo de esta idea por parte del museo. A partir de 1921, los recursos del Museo Nacional de Estonia se gastaron en el acondicionamiento del Castillo de Raadi, y las crecientes dificultades económicas no permitieron comenzar con la costosa empresa de la construcción del museo al aire libre.
En los años 1925 - 1931, la Asociación del Museo al Aire Libre de Estonia estaba activa en Tallin, y se estaba discutiendo la creación del museo en la capital. En las décadas de 1920 y 1930, los etnógrafos del Museo Nacional de Estonia I. Manninen, F. Linnus y G. Ränk promovieron y planificaron la futura exposición del Museo al Aire Libre. El parque-museo de Pirita debería haber comenzado sus obras el 1 de julio de 1941, pero comenzó la guerra.
En 1950, la Unión de Arquitectos, con K. Tihane, A. Kasper, H. Armani, G. Jommi y otros, planteó de nuevo la creación del museo al aire libre. En 1956 se iniciaron actividades de preparación más específicas, esta vez en el Ministerio de Cultura. Además de los nombres mencionados, los arquitectos F. Tomps e I. Sagur, y los historiadores H. Moora, G. Troska, A. Viires, O. Korzjukov también participaron activamente en los comités organizadores.
El museo se fundó el 22 de mayo de 1957 y comenzó su actividad el 1 de junio del mismo año. En julio, el museo obtuvo una parcela de 66 hectáreas cerca de Tallin, en la costa de la bahía de Kopli, en la zona de la mansión de verano Rocca al Mare, establecida en el siglo XIX. El museo en construcción se abrió a los visitantes en agosto de 1964.
El 1 de enero de 2014, el museo estatal Museo Al Aire Libre de Estonia y la institución estatal Centro de Conservación Kanut se unieron y formaron la Fundación del Museo Al Aire Libre de Estonia. La fundación funciona como un museo que presenta la arquitectura y el paisaje rural, así como un centro que se ocupa de tareas de restauración, conservación y digitalización.

## Exposición

### Estonia occidental
Finca Sassi-Jaani
La finca proviene de la parroquia Kullamaa y su origen se remonta a principios del siglo XIX. Trajeron los edificios al Museo en 1959-1960, y los abrieron para los visitantes en 1964. El incendio de 1984 destruyó la casa-trilla y el granero. La finca se reabrió reconstruida en 1993.
La finca Sassi-Jaani es un inmueble de estudio para conocimiento del Museo. La exposición permanente en la casa-trilla nos permite conocer la arquitectura rural de los estonios y su singular morada conocida como la vivienda-trilla.
Finca Kõstriaseme
La finca Köstriaseme (del Sacristán) proviene de la aldea de Kiriklaküla de la parroquia Hageri. Transportaron los edificios al Museo entre 1959-1962. El patio se inauguró para los visitantes en 1962.
La finca de tamaño mediano, que pagaba renta en dinero a la hacienda eclesial de Hageri, disponía de 30 ha más o menos, de las que alrededor de 9 ha eran de tierra cultivada.
Finca Nuki
La sauna-choza sin chimenea presenta el modo de vida de un inope de Estonia occidental residente en los límites de una finca mayor. Fue construida en los años 1880-1890 y en el antiguo emplazamiento del predio Nuki de la aldea de Saunja de la parroquia de Lääne-Nigula. Fue transportada al Museo en 1970 y montada entre 1970-1971.
Molino de viento Nätsi
Un tipo de los más grandes molinos de viento sobre plataforma de piedra o caballete (pukktuulik) de la parte Sur de Läänemaa.
El molino de viento proviene de la finca Vanasauna de la aldea Nätsi de la parroquia Mihkli; según la tradición, se construyó en la segunda mitad del siglo XIX en la finca Pärdi-Madise de la aldea Rabivere, de donde se vendió a la aldea Nätsi de la parroquia Mihkli. Durante diferentes épocas perteneció a distintas fincas de aldeas, hasta que después de la Primera Guerra Mundial lo adquirió el pobrete de Vanasauna Ants Kümmel. Después de ampliarlo empezó a moler harina para todos los alrededores. El molino de viento fue transportado al Museo en 1959 y abierto a los visitantes en 1960.

### Estonia del norte
Finca Härjapea
Esta finca de dimensiones promedio de la región de Virumaa por 4000 rublos de plata fue adquirida de la hacienda Mäetaguse en 1892. La finca tenía 44 ha de tierra; de estas, 13 ha eran de campo cultivable.
La vivienda, de la época zarista, fue renovada con posterioridad. El interior del edificio muestra el estilo de fines de los años 1930, incluyendo el jardín con flores y árboles frutales, que presentan la cultura doméstica de la primera época de Estonia (1918-1940). En el patio económico se hallan los edificios colaterales de la finca Kutsari proveniente de fines del siglo XIX, y los cimientos de piedra de una casa-trilla ya inexistente -razón por la que se emplea el nombre compuesto de Kutsari-Härjapea-.
Finca Pulga
Los edificios de la finca Pulga provienen de aldeas de la parroquia Kuusalu. Los transportaron al Museo entre 1961 y 1964; en 1964 abrieron el patio para los visitantes. Varios edificios que se encuentran en el amplio patio testimonian del subsuelo calizo de Estonia del Norte: de piedra caliza es el espacio-trilla de la casa-trilla, la herrería y la cocina de verano. Igualmente, llaman la atención los muros-tapia de piedra donde entre una hilera y otra verticalmente se colocaban grandes bloques calizos.
Finca Aarte
La finca Aarte representa una finca pequeña de pescador de la costa norte en la segunda mitad del siglo XIX. Los edificios de la finca Aarte provienen de la aldea Virve de la parroquia de Kuusalu de la península de Juminda de la región de Harju. En 1982 inauguraron la finca para los visitantes.
Molino de agua Kahala
A mediados del siglo XIX en la finca de Möldri (del molinero), de la aldea Kahala de la parroquia Kuusalu, estaba en activo y molinaba la pequeña aceña construida sobre el arroyo Liiva —especialmente en las subidas de aguas primaverales y otoñales— para los habitantes de un par de aldeas cercanas produciendo harina común, harina tamizada, harina para papilla, y sémola. Kahhalaweski (aceña de Kahala) fue una de las cuatro aceñas que habían pertenecido a la hacienda Kolga. La aceña fue trasladada al Museo en 1962 y abierta a los visitantes en 1969.

### Estonia del sur
Finca Sepa
La finca Sepa (del Herrero) originaria de la parroquia de Rõuge ilustra acerca de la economía doméstica de un herrero de Estonia del sur. Los edificios fueron transportados al Museo entre 1987-1997, y en 1999 la finca fue abierta a los visitantes.
Molino de viento Kalma
El molino de viento de Kalma fue construido en 1897 en la aldea de Kalma de la parroquia de Torma, por Jakob Sõber, maestro de molinos de Mustvee, cumpliendo encargo de Juhan Särk. Este último con la pesca en el lago Peipsi ganó dinero para la edificación del molino. El molino de Kalma representa en el Museo al molino tipo holandés, cuya principal característica es una cabeza rotativa que semeja a gorro con aspas. Se trajo al Museo en 1972, y se armó entre 1991-1995.
Finca Ritsu
La finca Ritsu refleja la economía doméstica de un campesino pobre de Estonia del Sur. La vivienda-trilla que se halla en el patio se construyó en los años 1860 en la finca Ritsu de la aldea de Tinnikuru de la parroquia de Paistu (granero y corral están aún sin construir). En 1966 trajeron el edificio al Museo, y lo montaron en los años de 1968-1975.
Finca Rusi
La finca Rusi es originaria de la región de Võru. Los edificios que se erigían en el terreno del patio, menos el nuevo granero, provenían de la finca Ala-Rusi, de la aldea de Pugritsa de la parroquia Karula, estrechamente relacionada con la historia del arte de Estonia. Precisamente allí creció con los abuelos maternos el renombrado escultor Juhan Raudsepp (1896-1984), a quien por aquellos tiempos llamaban con el apelativo de Rusi Juku. Ala-Rusi fue heredad de más o menos 36 hectáreas y de dos caballos, separada de la gran finca Mäe-Rusi para asignársela al hijo del dueño casado en 1870. En 1967 trasladaron al Museo los edificios de Ala-Rusi. En el 2002 abrieron el patio a los visitantes.
Finca Setu
La "Finca Antigua" o Vanatalo se hallaba en Lõkova, nombre estonizado como aldea Ojavere de la comarca Pankjavitsa, posteriormente comarca Vilo (en la actualidad oblast de Pihkva, de la Federación Rusa).
A la parte oriental de la región de Setu anteriormente le fueron representativas las fincas-fortalezas, donde la vivienda principal se situaba en el centro de patio, designado de tres filas, habiendo en fila edificios auxiliares en su frente y retaguardia. Entre éstos y la vivienda principal había estrechos patios cerrados protegidos por altos portones. Todos los edificios estaban construidos con uno de sus extremos hacia la calle de la aldea.
La casa vivienda y su granero fueron transportados al Museo en 1979.
Casa rusa de Peipsi
La conocida como casa de Petšonkin (por su apellido) construida en 1863, es proveniente de la ciudad de Kallaste, de la antigua parroquia Kodavere.
Los antiguos creyentes, fugados de Rusia después del cisma religioso, en el siglo XVIII fundaron el singular asentamiento ruso en las orillas del Lago Peipsi. En las aldeas a orillas del lago, de tierras pobres por lo general, se vivía de la pesca y del cultivo de verduras, con posterioridad también de la albañilería.
La vivienda fue trasladada en 1991.

### Islas
Finca Jaagu
La finca Jaagu fue una finca pequeña de la isla de Muhu, separada de la hacienda del Estado en los años de 1860 y entregada a un soldado retirado del ejército del zar, pequeña propiedad conocida como sitio de platsimees (dueño del terruño), que tenía alrededor de 9 ha, de las cuales 2 ha eran cultivables.
La finca fue inaugurada en el Museo en 1976.
Finca Jüri-Jaagu
La finca Jüri-Jaagu representa una finca arrendada de la isla Muhu del siglo XX. Trasladaron sus edificios al Museo en 1973-1985, y los abrieron para los visitantes en 1996.
La finca completa de Muhu poseía 34 ha de tierra, de las que 6 ha eran para sembrados. 
Entre el patio de la casa-trilla y el depósito quedaba el puhasõu (patio limpio), que estaba cercado con tapias de piedra, adonde en el cambio del siglo XIX al xx empezaron a plantar árboles frutales, así como también flores. El corral y la cocina de verano se encontraban en el karjaõu (patio de ganado) por donde se pasaba para ir a la plaza de la aldea.
Finca Kolga
La finca Kolga muestra cómo era una finca alquilada de Hiiumaa y cuál su evolución a través de los tiempos. Los edificios son originarios de la parroquia Emmaste. La finca se abrió para los visitantes en 1984. Para arreglar el patio al gusto de los hiiuleños tomaron como ejemplo el de la finca Pendi de la aldea Lelu, donde todavía se conservaban las viejas vallas que dividían el patio.
La mayoría de los hiiuleños vivían hasta a 8 kilómetros del mar por lo que aparte de la labranza de la tierra realizaban faenas pesqueras y viajes marítimos. Para sobrevivir en la isla era preciso aplicarse en variedad de ocupaciones, como a menudo hacían produciendo objetos de madera para su venta. Merced a su situación geográfica e historia de sus asentamientos, Hiiuma fue intermediaria cultural entre Estonia y Escandinavia.
Finca Roosta
Roosta representa una finca de economía natural de un siervo de la gleba de Saaremaa occidental. Se trasladó al Museo de las parroquias Kihelkonna y Mustjala entre 1965-1971, siendo abierto a los visitantes en 1972.
La finca promedio poseía alrededor de 45 ha, de las que el campo de sembríos pedregoso era de alrededor de 5 ha Le pertenecía al hacendado tanto la familia misma (de cada finca) como la tierra de la finca y sus edificios y, además, el derecho de pesca en las aguas adyacentes a sus costas. A mediados del siglo XIX, con objeto de adquirir ganancias adicionales, los isleños viajaban a tierra firme para trabajar como peones abriendo zanjas y ejercer de albañiles.
Casa de oración de la Hermandad de Moravia
Se construyó el oratorio de la Hermandad de Moravia de la finca Paka de la aldea Tuiu de la parroquia Mustjala en los años 1780. Se trasladó al Museo en 1965. Los oratorios de las comunidades fraternales empezaron a construirse en Saaremaa presumiblemente ya en los años 1730, donde el movimiento encontró numerosos simpatizantes.
Raramente se ve en Estonia edificio con roovialune (enlistado) y simple y austero mobiliario que refleja la principal idea de las enseñanzas de la Hermandad de Moravia -humildad, piedad, fe en la redención y sacrificio de la sangre de Jesucristo, y creencia en él-.
Albergue de pescadores Hiiuleños
La vivienda temporal la construyó la hacienda Audru para los pescadores inmigrantes de Hiiuma, quienes llegaron a la aldea Sarvi de la parroquia Audru ocupados en la pesca de arenque del Báltico. Trasladaron el edificio al Museo en 1967. Lo erigieron en 1967-1968. La casa temporal de pesca se incendió en el día de la revuelta de 1991, y se reconstruyó como edificio copia en los años 1991-1996.
Depósitos de redes
Hasta fines del siglo XIX en las riberas tenían cercas para redes comunes para una o para varias aldeas. Allí había edificios para redes pertenecientes a las tripulaciones, donde las guardaban para la pesca al igual que otros enseres necesarios de faena. En la costa del mar, en el Museo al Aire Libre, donde se encuentra la exhibición de la región insular, hay tres depósitos de redes transportados desde Saaremaa: Nasva, Toomalõuka y Alvi.
Molinos de viento
En los territorios ribereños de islas ventosas y de pocos ríos, los molinos de viento con caballete, con cuerpo entero giratorio (pukktuulik), molieron granos para panificar durante muchas generaciones. Fueron muy singulares los molinos pequeños que servían para una sola familia. Se asemejaban a los antiguos molinos de las fincas de Escandinavia y de la parte occidental de Finlandia. 

### Objetos individuales
Capilla de Sutlepa
La capilla de Sutlepa proviene de la zona de asentamiento de los sueco-estonios y es uno de los mayores edificios de madera en Estonia. La capilla se construyó en la aldea Sutlepa de la parroquia Noarootsi como iglesia auxiliar de la iglesia parroquial de Noarootsi. No se ha datado con exactitud cuándo se construyó -los datos de archivo la mencionan ya en 1627, pero sobre el dintel de la iglesia aparece muesca hecha con objeto punzocortante el año "1699". La capilla se transportó al Museo en 1970 y se montó en 1971-1976. Se reconsagró en 1989 y funciona como iglesia auxiliar de la Congregación de Jaani de Tallin de la EELK (Iglesia Luterana Evangélica de Estonia). 
Los servicios se llevan a cabo en fechas de fiestas religiosas mayores y de celebraciones importantes del calendario popular.
Tienda aldeana de Lau
La tienda es originaria de la aldea Lau de la parroquia Juuru de Harjumaa (Región de Harju). El edificio de la tienda, de plano bastante típico, lo construyó en 1914 Jaan Meinberg, elaborador de aguardiente de la hacienda Ingliste. Se transladó al Museo en 1999 y se abrió a los visitantes en el 2012.
Los visitantes pueden comprar artículos característicos de esa época en la tienda.
Cuartel de bomberos de Orgmetsa
El cuartel de bomberos de la aldea Orgmetsa de la parroquia Järva-Madise se construyó en 1928. Lo transportaron al Museo en 1991. En los años 1920-1930 las sociedades rurales de bomberos construyeron en las villas de mayor tamaño de Estonia semejantes estaciones de bomberos de medidas promedio. La estación de Bomberos de Orgmetsa perteneció a la sociedad de bomberos voluntarios de Aravete-Albu, fundada en 1921. Allí se guardaban bombas manuales junto con material rodante, pitones de agua, pértigas con ganchos, etc. Las mangueras se secaban en la torre, donde también colgaba la campana de alarma. Los bomberos trabajaban en un radio de acción de 10 kilómetros.
Escuela Kuie
La escuela de Kuie se ubicaba en la comarca de Kuie y en la parroquia de Järva-Jaani. El edificio de la escuela posiblemente se construyó en 1877. Con el apoyo de los fundadores de la escuela de Rocca al Mare se transportó y montó en 1999, e inauguró el 1 de septiembre del 2000. Desde ese día es la sede del centro educativo del museo.
Taberna de Kolu
El edificio de la taberna contaba con un solo establo y quedaba a la vera de la carretera Tallin-Tartu. Se construyó en la aldea Kolu de la parroquia Kose de Harjumaa en los años 1840. Lo transportaron al Museo en 1968.
En la posada Kolu se sirven comidas tradicionales estonias para los visitantes.
Casa prefabricada del siglo XXI
En el siglo XXI, las casas de madera estonias se producen cada vez más en condiciones de fábrica: las actividades de construcción se han trasladado del terreno a fábricas con condiciones controladas. Estonia se ha convertido en el mayor exportador de casas de madera de Europa. Un moderno edificio de madera construido en el museo en 2019 es un ejemplo de la producción de los fabricantes de casas estonios. Diseñada originalmente como una casa unifamiliar energéticamente eficiente, la casa modular introduce tecnologías y materiales de construcción innovadores. En el museo, la casa de madera prefabricada alberga las oficinas del Centro de Competencia de Construcción en Madera y el Centro de Arquitectura Rural del museo.
Edificio de viviendas Koljós
La casa de apartamentos de ladrillos de silicato se construyó en 1964 para los trabajadores del establo lechero Sookuru de la granja colectiva Järvesalu, en el pueblo de Räbi, distrito de Valga, en el sur de Estonia. En toda Estonia se pueden encontrar casas Koljós similares de diseño estándar, que se han convertido en una parte común de sus paisajes rurales.
El edificio de apartamentos se transportó 200 km desde el sur de Estonia hasta Tallin en 2019 y se abrió a los visitantes en 2021.
El edificio incluye cuatro apartamentos de tres habitaciones y ofrece una imagen de la vida cotidiana de la población rural en las décadas de 1960, 1970, 1990 y 2010. En el sótano, se ha instalado una exposición sobre el desarrollo de la vida rural estonia desde la creación de las granjas colectivas hasta la actualidad, junto con una zona de juegos y actividades, que se llama El mundo del pequeño Ilmar. 

## Otras exposiciones y puntos de interés
- Tienda del museo en la taquilla, que ofrece variedad de piezas de artesanía, recuerdos, copias de las exposiciones del museo, dulces orgánicos, vino y cerveza de Estonia, libros y álbumes de música folclórica.
- Paseos en coche de caballos.
- Alquiler de bicicletas, scooters, carros y sillas de ruedas en la temporada de verano.
- Alquiler de trineos en la temporada de invierno.
- Sendero natural de 3 km con once puntos de observación.
- Zona de pícnic junto al mar.
- Visitas guiadas.
- Alquiler de locales para eventos
- Parques infantiles con columpios y juegos de mesa en la plaza del pueblo y junto al mar.
- Proyecto artístico de Sirjie Runge "El gran amor/la bella decadencia" (2021). La artista entrega a la naturaleza su óleo de diez metros "El gran amor" (2003). El monumental cuadro se levanta en el bosque dentro del museo sobre una estructura metálica especialmente construida para el mismo, y luego se deja en manos de la naturaleza.
- La aplicación móvil de NUMU contiene una audioguía gratuita, compuesta por 64 puntos que ofrecen una visión general de la exposición del Museo al Aire Libre de Estonia, la arquitectura local, la historia de Estonia, la vida agrícola y la cultura cotidiana en 7 idiomas: estonio, ruso, inglés, español, alemán, francés, italiano y finlandés. También contiene juegos de aventura de orientación para aprender mientras se resuelven tareas y juegos por todo el museo en una realidad aumentada.
- El Museo al Aire Libre de Estonia participa en el juego del geocaching. El geocaching es una actividad recreativa internacional al aire libre en la que los participantes utilizan un receptor del Sistema de Posicionamiento Global (GPS) o un dispositivo móvil y otras técnicas de navegación para esconder y buscar contenedores, llamados "geocachés" o "cachés", en lugares específicos marcados por coordenadas en todo el mundo. En Estonia hay más de 2.000, y el número de tesoros aumenta constantemente en función de la incorporación de jugadores y su actividad.

## Eventos
Eventos mayores:
- Carnaval
- Pascua
- Solsticio de verano
- Día del pan estonio
- Michaelmas o Fiesta de San Miguel
- Día de San Martín
- Día de Santa Catalina
- Pueblo navideño
- En verano, actuaciones de la Sociedad Folclórica Leigarid todos los sábados y domingos a las 11:00 en la granja Sassi-Jaani

## Centro de conservación y digitalización Kanut
Basado en los departamentos de restauración del Museo Nacional de Arte y del Museo Nacional al Aire Libre, el Centro Nacional de Restauración se creó el 1 de diciembre de 1986. La tarea del Centro era dar servicio a los museos dependientes del Ministerio de Cultura de la época (Comité de Cultura de la ESSR), y ayudar a otras instituciones.
La idea del Centro de Restauración fue iniciada y puesta en marcha por un reconocido artista del cuero y conservador, Endel Valk-Falk, que trabajó como director de este centro desde su creación hasta 1995. El Centro de Restauración consiguió locales para trabajar en el casco antiguo de Tallin, en el edificio de la antigua imprenta "Kommunist" (comunista) en Pikk Str 2, donde trabajan también hoy. En el Centro se abrieron ocho talleres: de restauración de madera etnográfica y policromada, de muebles, de pintura, de cuero, de textiles, de cerámica, de metal y de papel. El Centro también empezó a organizar consultas y formación para especialistas en museos y conservadores. 
Desde 1988, publica una revista especializada llamada "Renovatum Anno...".
En 1990, la institución recibió el nombre de Centro de Conservación Kanut, derivado de Knud Lavard, el nombre de un duque danés que también es conocido como patrón de los artesanos que estuvieron activos en Tallin durante siglos.
Desde 2005, el Centro de Conservación Kanut también presta el servicio de digitalización de los objetos de valor cultural.

## Centro de arquitectura rural
En 2007, se puso en marcha un programa de estudio y mantenimiento de la arquitectura rural estonia en el Museo al Aire Libre de Estonia. En 2012, los responsables de este programa crearon un departamento con el nombre de Centro de Arquitectura Rural del Museo al Aire Libre de Estonia. 
El Centro de Arquitectura Rural realiza investigaciones sobre la arquitectura vernácula estonia, organiza seminarios y presta servicios de consulta a los propietarios de viviendas.
El Centro recibió el Gran Premio de la UE al Patrimonio Cultural / Premio Europa Nostra 2015 en la categoría de Educación, Formación y Sensibilización con el Programa para Propietarios de Edificios Rurales en Estonia. 

## Coro
En 2008 se fundó un coro mixto en el Museo al Aire Libre de Estonia y al año siguiente, en 2009, el grupo participó por primera vez en el festival nacional de la canción (en estonio: laulupidu).

## Premios
El 11 de junio de 2015, el Centro de Arquitectura Rural del Museo al Aire Libre de Estonia recibió el Gran Premio de la UE al Patrimonio Cultural / Premio Europa Nostra 2015 en la categoría de Educación, Formación y Sensibilización con el Programa para Propietarios de Edificios Rurales de Estonia.